# Основания Шиффа
Шиффовы основания (азометины) — N-замещенные имины, органические соединения общей формулы R1R2C=NR3, в которых азот связан с арильной или алкильной группой, но не с водородом. Подкласс шиффовых оснований, синтезируемых из анилина и его производных (R3 фенил или замещённый фенил) и карбонильных соединений, то есть N-фенилимины, называются анилами. Названы в честь Гуго Шиффа, впервые синтезировавшего эти соединения.

## Свойства
Шиффовы основания — нерастворимые в воде и растворимые в органических растворителях масла или кристаллические вещества, в ИК-спектрах присутствует характеристическая полоса связи C=N при 1690—1640 см−1 у N-замещенных алкилидениминов, у бензилиденанилов — при 1631—1613 см−1. Большинство оснований Шиффа бесцветны, однако в случае участия иминогруппы в сопряженной системе могут быть окрашены (азометиновые красители). Проявляют свойства слабых оснований:
{\displaystyle {\mathsf {R^{1}R^{2}C{\text{=}}NR^{3}+HX\rightarrow [R^{1}R^{2}C{\text{=}}NHR^{3}]^{+}X^{-}}}}

## Синтез
Шиффовы основания могут быть синтезированы из ароматических аминов и карбонильных соединений, реакция идет через нуклеофильное присоединение амина к углероду альдегидной группы с образованием нестойкого 1,1-аминоспирта с последующей его дегидратацией до имина. В типичной реакции, 4,4'-диаминодифенильный эфир реагирует с o-ванилином:
Интермедиат, содержащий основание Шиффа, образуется в ходе гликолиза в результате активности фермента фруктозо 1,6-бисфосфат альдолазы.

## Применение
Основания Шиффа, а также продукты их олигомеризации и конденсации, находят применение для синтеза гетероциклических соединений — производных пиридина и хинолина.